# Marko Marulić
Marko Marulić (18. srpna 1450, Split – 5. ledna 1524 tamtéž) byl spisovatel chorvatského humanismu původem ze Splitu (díky tomu získal také přídomek Splićanin). Psal latinsky, částečně italsky a v čakavském nářečí.

## Život

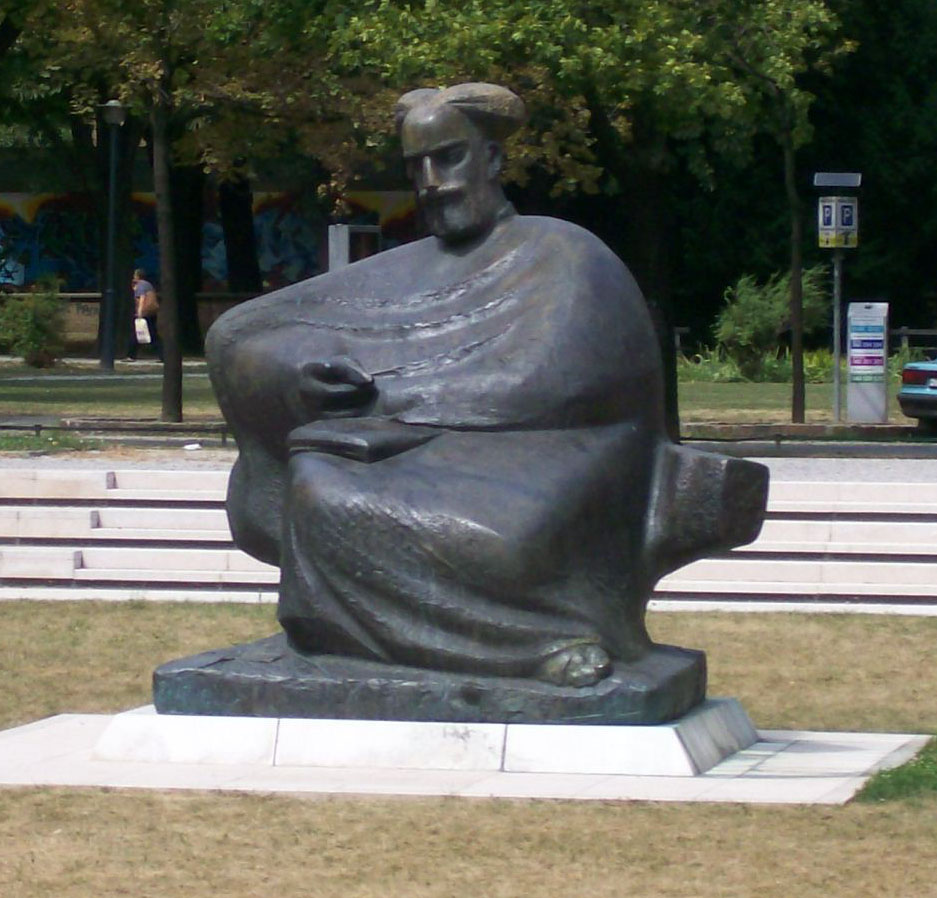
Marulićova socha v Záhřebu

Marulić pocházel z urozené rodiny původem ze Splitu. Tam také studoval humanistickou školu a předpokládá se, že studoval i v Padově.
Byl velmi aktivní v boji proti Osmanské říši, která v této době pustošila celou Dalmácii. Svá díla psal stejně jako řada dalších autorů, latinsky, ale kromě toho sepsal i řadu v chorvatském jazyce. Několik sonetů napsal také v italštině. Právě díky latinsky psaným pracím se proslavil v Evropě.
Chorvatsko si jej ale hlavně cení za přínos národní středověké humanistické literatuře, jejímž centrem byl Dubrovník a také celá Dalmácie. Pravděpodobně se přátelil s chorvatským bánem a biskupem veszprémským Petrem Berislavićem z Trogiru.
Boji proti Turkům věnoval rozsáhlé básnické cykly Molitva suprotiva Turkom (Modlitba proti Turkům), či Judita.